# Панова, Яна Васильевна
Яна Васильевна Панова (род. 28 ноября 1980) — киргизская спортсменка, борец вольного стиля, призёр чемпионатов Азии.

## Биография
Родилась 28 ноября 1980 года. Начала тренироваться дзюдо у ЗТКР Аматова С.А. в зале дзюдо г. Каракол Иссык Кульская область, Кыргызстан. В 1995 году перешла в национальную женскую сборную КР по дзюдо под руководством ЗТКР Тельпизова П.Н. В 1999 году завершила карьеру дзюдоистки и перешла в борьбу вольного стиля, в клуб «Политехник». Тренировалась под началом ЗТКР Каюмова Т.А. Тогда же, в 1999 году стала серебряным призёром чемпионата Азии, а на чемпионате мира заняла 6-е место. В 2000 году вновь стала серебряным призёром чемпионата Азии. В 2001 году на чемпионате Азии опять завоевала серебряную медаль, а на чемпионате мира заняла 10-е место. В 2002 году завоевала бронзовую медаль Азиатских игр в городе Пусан, Южная Корея. На чемпионате мира 2003 года стала лишь 18-й. В 2004 году вновь стала серебряной призёркой чемпионата Азии. В 2005 году на чемпионате Азии завоевала бронзовую медаль, а на чемпионате мира стала 11-й. В 2006 году стала бронзовой призёркой Азиатских игр и чемпионата Азии, а на чемпионате мира заняла 17-е место. В 2007 году завоевала бронзовую медаль чемпионата Азии, но на чемпионате мира стала лишь 26-й. На чемпионате Азии 2008 года вновь завоевала бронзовую медаль. В 2009 году опять стала обладательницей бронзовой медали чемпионата Азии, но на чемпионате мира была лишь 19-й. На чемпионате мира 2011 года заняла 20-е место.